# Brothertoft
Brothertoft – wieś w Anglii, w hrabstwie Lincolnshire. Leży 41 km na południowy wschód od Lincoln i 164 km na północ od Londynu.